# Габуния, Александр Малакиевич
Александр Малакиевич Габуния (21 сентября 1904 года, село Анастасьевка, Сухумский округ, Кутаисская губерния, Российская империя — неизвестно, Грузинская ССР) — директор Кохорского совхоза Министерства сельского хозяйства, Гальский район, Абхазская ССР, Грузинская ССР. Герой Социалистического Труда (1949). Депутат Верховного Совета Абхазской АССР 2-го созыва.

## Биография
Родился в 1904 году в крестьянской семье в селе Анастасьевка (сегодня — Ганахлеба Гульрипшского района) Сухумского округа Кутаисской губернии.
С начала 1930-х годов трудился на различных административных и хозяйственных должностях в Грузинской ССР, был директором Лиммантреста Наркомата земледелия Грузинской ССР. В феврале 1942 года в связи с двадцатилетием Грузинской ССР и за выдающиеся заслуги в деле развития сельского хозяйства был награждён орденом Трудового Красного Знамени.
С 1942 года участвовал в Великой Отечественной войне. Воевал политруком, замполитом, командовал отделением по работе среди партизанских отрядов и частей Красной Армии при политотделе 46-й Армии. С сентября 1943 года — ответственный секретарь партийной комиссии 353-ой стрелковой Днепропетровский дивизии, 668-м стрелковом полку 406-й стрелковой дивизии. После демобилизации возвратился в Грузии, где был назначен директором Кохорского совхоза Гальского района в посёлке Кохора.
В 1948 году совхоз сдал государству в среднем с каждого дерева по 810 мандаринов с 10 тысяч плодоносящих деревьев. Указом Президиума Верховного Совета СССР от 5 июля 1949 года удостоен звания Героя Социалистического Труда за «получение высоких урожаев сортового зелёного чайного листа и цитрусовых плодов в 1948 году» с вручением ордена Ленина и золотой медали «Серп и Молот» (№ 4022).
Этим же Указом званием Героя Социалистического Труда были награждены труженики Кохорского совхоза Дарья Дмитриевна Кушнеренко, Хута Вадалевич Жвания и Надежда Никитовна Гончарова.
За выдающиеся трудовые показатели по итогам работы совхоза в 1949 году был награждён вторым орденом Ленина.
Избирался депутатом Верховного Совета Абхазской АССР 2-го созыва (1947—1951).
Дальнейшая судьба неизвестна.
Награды
- Герой Социалистического Труда
- Орден Ленина — дважды (1949; 31.07.1950)
- Орден Трудового Красного Знамени (24.02.1941)
- Орден Красного Знамени (06.11.1941)
- Орден Красной Звезды (20.04.1944)
- Медаль «За оборону Кавказа» (01.05.1944)
- Медаль «За победу над Германией в Великой Отечественной войне 1941—1945 гг.»